# Новопокровка (Красногвардейский район)
Новопокро́вка (до сер. XIX в. Бузавчи́; укр. Новопокровка, крымскотат. Buzavçı, Бузавчы) — село в Красногвардейском районе Республики Крым, центр Новопокровского сельского поселения (согласно административно-территориальному делению Украины — Новопокровского сельского совета Автономной Республики Крым).

## Население
| 2001 | 2014  |
| ---- | ----- |
| 1475 | ↘1212 |

Всеукраинская перепись 2001 года показала следующее распределение по носителям языка
| Язык             | Процент |
| ---------------- | ------- |
| русский          | 55.93   |
| крымскотатарский | 19.53   |
| украинский       | 17.15   |
| другие           | 1.76    |

### Динамика численности
| - 1864 год — 166 чел. - 1889 год — 181 чел. - 1892 год — 121 чел. - 1900 год — 176 чел. - 1915 год — 403/329 чел. - 1926 год — 492 чел. | - 1974 год — 997 чел. - 1989 год — 1815 чел. - 2001 год — 1475 чел. - 2009 год — 1256 чел. - 2014 год — 1212 чел. |

## Современное состояние
На 2017 год в Новопокровке числится 14 улиц и 6 переулков; на 2009 год, по данным сельсовета, село занимало площадь 211,9 гектара на которой, в 485 дворах, проживало более 1,2 тысячи человек. В селе действуют средняя общеобразовательная школа, детский сад «Колосок», сельский дом культуры, библиотека, фельдшерско-акушерский пункт, отделение Почты России, храм Покрова Божией Матери. Село связано автобусным сообщением с райцентром и соседними населёнными пунктами.

## География
Новопокровка — большое село на северо-востоке района, в степном Крыму, на левом берегу Салгира в нижнем течении, высота центра села над уровнем моря — 41 м. Соседние сёла: Мироновка в 1,2 км на юг, Проточное в 2 км на юго-восток, Невское в 3 км на северо-восток и Владимирово в 4,5 км на север. Расстояние до райцентра — около 19 километров (по шоссе), там же ближайшая железнодорожная станция Урожайная. Транспортное сообщение осуществляется по региональным автодорогам 35Н-257 (от шоссе 35К-014 Красногвардейское — Нижнегорский), 35Н-234 Новопокровка — Мироновка и 35Н-235 Новопокровка — Новодолинка (по украинской классификации — С-0-10647, С-0-10623 и С-0-10624).

## История
Идентифицировать в Камеральном Описании Крыма… 1784 года деревню, обозначенную на военно-топографической карте генерал-майора Мухина 1817 года как пустующие Бузавчи пока не удалось. Видимо, она была оставлена жителями в первую волну эмиграции крымских татар в Турцию после присоединения Крыма к России 8 февраля 1784 года. Ввиду отсутствия жителей, деревня не записана и в Ведомости о всех селениях… от 1805 года, на карте 1836 года в деревне 8 дворов, а на карте 1842 года обозначена условным знаком «малая деревня», то есть, менее 5 дворов. Видимо, тогда началось заселение пустующей деревни выходцами из России, поскольку уже в «Списке населённых мест Таврической губернии по сведениям 1864 года», составленном по результатам VIII ревизии 1864 года, Покровская (или Бузавчи) — русская деревня с 28 дворами, 166 жителями и фруктовым садом при колодцахъ (на трехверстовой карте 1865—1876 года в деревне те же 28 дворов). В те же годы, после земской реформы Александра II, деревню приписали к Зуйской волости Симферопольского уезда. В «Памятной книге Таврической губернии 1889 года», по результатам Х ревизии 1887 года, она записана как Ново-Покровка, с 23 дворами и 181 жителем.
После земской реформы 1890 года Ново-Покровку передали в состав Тотанайской волости Перекопского уезда.
Согласно «…Памятной книжке Таврической губернии на 1892 год», в селе Ново-Покровка, входившего в Ново-Покровское сельское общество, был 121 житель в 34 домохозяйствах. По «…Памятной книжке Таврической губернии на 1900 год» в деревне числилось 176 жителей в 23 дворах, в 1911 году для обеспечения водой имелось 45 колодцев. На 1914 год в селении действовало ссудо-сберегательное товарищество. По Статистическому справочнику Таврической губернии. Ч.II-я. Статистический очерк, выпуск пятый Перекопский уезд, 1915 год, в селе Ново-Покровка (она же Баяут) Тотанайской волости Перекопского уезда числилось 55 дворов (29 дворов с землёй, 26 — безземельные) с русским населением в количестве 403 человек приписных жителей и 329 «посторонних», из которых 380 мужчин и 352 женщины. Жители владели 2322 десятинами удобной земли. В хозяйствах имелось 162 лошади, 108 волов, 61 корова и 112 голов мелкого скота. На 1917 год в селении действовало ссудо-сберегательное товарищество.
После установления в Крыму Советской власти и учреждения 18 октября 1921 года Крымской АССР, в составе Джанкойского уезда был образован Курманский район, в состав которого включили село. В 1922 году уезды получили название округов. 11 октября 1923 года, согласно постановлению ВЦИК, в административное деление Крымской АССР были внесены изменения, в результате которых был ликвидирован Курманский район и село включили в состав Джанкойского. Согласно Списку населённых пунктов Крымской АССР по Всесоюзной переписи 17 декабря 1926 года, в селе Ново-Покровка, центре Ново-Покровского сельсовета (в коем состоянии пребывает всю дальнейшую историю) Джанкойского района, числилось 109 дворов, из них 103 крестьянских, население составляло 492 человека, из них 481 русский, 5 украинцев, 6 немцев, действовала русская школа. Постановлением Президиума КрымЦИКа «Об образовании новой административной территориальной сети Крымской АССР» от 26 января 1935 года был создан немецкий национальный (лишённый статуса национального постановлением Оргбюро ЦК КПСС от 20 февраля 1939 года) Тельманский район (с 14 декабря 1944 года — Красногвардейский) и село включили в его состав.
После освобождения Крыма от фашистов, 12 августа 1944 года было принято постановление № ГОКО-6372с «О переселении колхозников в районы Крыма» по которому в район из областей Украины и России переселялись семьи колхозников, а в начале 1950-х годов последовала вторая волна переселенцев из различных областей Украины. С 25 июня 1946 года Новопокровка в составе Крымской области РСФСР, а 26 апреля 1954 года Крымская область была передана из состава РСФСР в состав УССР. По данным переписи 1989 года в селе проживало 1815 человек. С 12 февраля 1991 года село в восстановленной Крымской АССР, 26 февраля 1992 года переименованной в Автономную Республику Крым. С 21 марта 2014 года в составе Крыма аннексирована Россией.